# Jean de Coëquis
Jean de Coëtquis  - 23 septembre 1464), est un prélat breton du XVe siècle, évêque de Rennes puis évêque de Tréguier.

## Biographie
Jean de Coëtquis est issu de la maison des seigneurs de Kernéguez, près Morlaix, d'abord chanoine de Rennes et archidiacre du Désert, est élu pour succéder à Robert de La Rivière ; mais le pape Nicolas V le nomme à l'évêché de Saint-Malo et transfère à Rennes Jacques d'Espinay, évêque de Saint-Malo, par bulles datées du 4 mars 1450. Le duc Pierre II de Bretagne, dit Dom Morice, n'approuve point cette translation, et pour en empêcher l'effet il accuse Jacques d'Espinay d'avoir fomenté la division dans sa famille et d'avoir pris part à la mort du prince Gilles de Bretagne.
Le pape écrivit au duc, le 1er janvier 1451, pour justifier Jacques d'Espinay des crimes dont on l'accusait, mais Pierre persiste dans ses préventions et voulut que Jean de Coëtquis demeure évêque de Rennes. Plus tard, ce duc finit par agréer Jacques d'Espinay, en 1454, et consent à la translation de Jean de Coëtquis sur le siège de Tréguier, où il fait construire la cloitre en 1461 avant de mourir  le 23 septembre 1464.

## Armoiries
Ce prélat avait pour armoiries : écartelé aux 1er et 4e de gueules à la croix pattée d'argent, et aux 2e et 3e de gueules à la croix d'or frettée d'azur. Les verrières de la Métropole donnent à cet évêque : écartelé aux 1er et 4e de gueules à la croix pattée d'argent, au 2e de gueules à la croix d'or, au 3e de gueules à la croix d'azur.